# Тбилисская неделя
Тбилисская неделя — еженедельная газета на русском языке, выходящая в Тбилиси. 
Газета была учреждена в 1994 году и первоначально выходила под названием «Интрига», в 2005 году была переименована в «Головинский проспект» (дореволюционное название проспекта Руставели), а в 2010 году получила современное название «Тбилисская неделя» и сохраняла его по состоянию на 2021 год.
Газета освещает события в Грузии, публикует исторические и культурные материалы, придерживается нейтральной точки зрения и не занимает политических позиций. 
Издаётся «Издательским домом Вадима Геджадзе», владелец которого Вадим Геджадзе является главным редактором газеты. Электронный архив номеров газеты доступен на сайте парламентской библиотеки Грузии. 